# Montfullà III
Montfullà III, també conegut com a Can Pistraus, és un jaciment arqueològic al municipi de Bescanó (Gironès), declarat Bé cultural d'interès local.
Tot i que fou descobert per X. Cintes i D. Ortega l'any 1989, aquest jaciment fou documentat i prospectat del 20 de juny al 4 de juliol de 2005, a càrrec de Daniel Giner Iranzo. El motiu n'era l'estudi de l'impacte ambiental sobre el patrimoni històric-cultural degut al projecte "Línia de Red Eléctrica Española Riudarenes-Bescanó". Situat en els vessants de la muntanya, en sediment terrigen.
El lloc ha sigut interpretat com a espai d'habitació sense estructures i data del Paleolític inferior mitjà.
En els vessant de muntanya, en sediment terrigen, apareix en superfície material lític no concrecionat. Es disposa de 10 peces repartides en les següents categories:
- 7 fragments, tots ells en quars (cinc dels quals són retocats),
- 1 nucli lític polièdric en possible sorrenca recristal·litzada,
- 2 còdols tallats, 1 chopper en quarsita i una bifacial.
- 6 peces de difícil classificació que no es conten com a peces segures.[1]

Es tracta d'un conjunt de difícil classificació, ja que les morfologies de talla s'observen amb molt poca claredat. La causa en pot ser tant la deficient conservació com l'origen natural de les fractures. Cal recollir més materials abans de formular un judici definitiu sobre el jaciment.